# Čekovce
Čekovce es un municipio del distrito de Krupina en la región de Banská Bystrica, Eslovaquia, con una población estimada a final del año 2024 de 447 habitantes.
Se encuentra ubicado al oeste de la región, sobre los montes Centrales Eslovacos (Cárpatos occidentales), a poca distancia al sur del río Hron —un afluente izquierdo del Danubio— y al este de la región de Nitra.

## Demografía
| Año        | 1994 | 2004     | 2014    | 2024    |
| ---------- | ---- | -------- | ------- | ------- |
| Población  | 515  | 420      | 455     | 447     |
| Diferencia |      | −18,44 % | +8,33 % | −1,75 % |

| Año        | 2023 | 2024    |
| ---------- | ---- | ------- |
| Población  | 435  | 447     |
| Diferencia |      | +2,75 % |